# Manfred Schell (Gewerkschaftsfunktionär)
Manfred Schell (* 12. Februar 1943 in Aachen) ist ein ehemaliger deutscher Gewerkschaftsfunktionär und Politiker (CDU). Von 1989 bis Mai 2008 war er Bundesvorsitzender der Gewerkschaft Deutscher Lokomotivführer (GDL), von 1989 bis Mai 2010 war er darüber hinaus Präsident der Autonomen Lokomotivführer-Gewerkschaften Europas. Von Juli 1993 bis November 1994 war er  Mitglied des Deutschen Bundestages.

## Leben

### Laufbahn im Eisenbahnbetrieb
Der Sohn eines Lokomotivführers begann am 1. April 1957 eine Ausbildung zum Maschinenschlosser in einem Privatunternehmen. Zum 1. April 1958 wechselte er zur damaligen Deutschen Bundesbahn, wo er zum 1. April 1960 übernommen wurde. Er arbeitete als Rohrbläser, reinigte den Ruß aus den Rohren der Dampflokomotiven, dann als Heizer, später bei der Viehwagenreinigung. Zwischen dem 1. Juli 1963 und dem 31. Dezember 1964 leistete er den Grundwehrdienst. Am 1. August 1964 wurde er zum Reservelokomotivführer-Anwärter ernannt, ab 1. Januar 1965 arbeitete er als Heizer und Schlosser bei der Bundesbahn. Nach der Ernennung zum Reservelokomotivführer im Mai 1967 folgten Positionen als Lokomotivführer (ab 1. April 1969) sowie Oberlokomotivführer (ab 1. Juli 1971). Am 1. Oktober 1978 folgte die Beförderung zum Hauptlokomotivführer. Seit 1987 war er Lokomotiv-Betriebsinspektor, ab 1990 mit Zulage (Besoldungsgruppe A 9z). Er trat als Bundesbeamter gemäß § 41 (1) Bundesbeamtengesetz nach Vollendung des fünfundsechzigsten Lebensjahres Ende Februar 2008 in den Ruhestand.

### Gewerkschaftsarbeit
Nachdem er zum 1. Mai 1970 in die GDL eingetreten war, übernahm er in der Ortsgruppe Aachen 1971 die Position des Schriftführers sowie deren stellvertretenden Vorsitz (1972) bzw. Vorsitz (1973). Am 1. November 1973 wurde er zum hauptamtlichen GDL-Mitarbeiter in Frankfurt am Main ernannt. Ab 1. November 1974 leitete er die GDL-Hauptgeschäftsstelle in Frankfurt. Zum 1. April 1983 wurde er zum stellvertretenden Bundesvorsitzenden der GDL ernannt, nachdem der bisherige Vorsitzende Alois Zehnder aus gesundheitlichen Gründen aus seiner Stellung ausscheiden musste und damit der dreiköpfige geschäftsführende Vorstand neu zu besetzen war. 1984 wurde Schell als stellvertretender Bundesvorsitzender durch die Generalversammlung der GDL bestätigt.
Ab dem 9. Mai 1989 war Schell Bundesvorsitzender der Gewerkschaft. Schell war damit der vierzehnte Vorsitzende der 1867 gegründeten Organisation und fünfte Vorsitzende der GDL seit Ende des Zweiten Weltkriegs. Auf der Vereinigungsgeneralversammlung am 29. Januar 1991 wurde er zum Bundesvorsitzenden der wiedervereinigten GDL gewählt. Seit 1989 war er Präsident der Autonomen Lokomotivführer-Gewerkschaften Europas, einer Vereinigung von Lokführer-Gewerkschaften aus 16 europäischen Ländern. Von 1981 bis 2008 war er darüber hinaus Mitglied des Bundesvorstandes des DBB Beamtenbund und Tarifunion. Ab 1991 fungierte er gleichzeitig als dessen Sprecher.
Im Januar 1990 gründete Schell mit der Ost-GDL die erste freie Gewerkschaft in der DDR. Nach eigenen Angaben organisierte die GDL dabei binnen neun Monaten mit rund 15.000 Personen etwa neunzig Prozent der Lokomotivführer in der damaligen DDR.
Am 24. November 2000 erhielt er das Bundesverdienstkreuz I. Klasse für sein Engagement in der Gewerkschafts- und Bildungsarbeit.
Zum Nachfolger Schells als GDL-Vorsitzender wurde am 6. Mai 2008 sein bisheriger Stellvertreter Claus Weselsky gewählt. Gleichzeitig wurde Schell von den 191 Delegierten einstimmig zum Bundesehrenvorsitzenden der GDL gewählt. Er ist der zweite ehemalige GDL-Führer, der in der Nachkriegsgeschichte dieses Ehrenamt ausfüllt.
Seine Funktion als Vorsitzender der Autonomen Lokomotivführer-Gewerkschaften Europas bekleidete Schell bis 22. Mai 2010. Ihm folgte Jésus Garcia Fraile nach. Schell wurde auf demselben Kongress einstimmig zum Ehrenpräsidenten der ALE gewählt. Er wird damit zu allen zukünftigen ALE-Sitzungen eingeladen und hat auf diesen ein Rederecht.
Zu den Höhepunkten seiner Zeit als Vorstand der GDL gehörten nach seinen eigenen Angaben die Deutsche Wiedervereinigung, mit einer Gründung der GDL im vereinten Deutschland, und die Vereinbarung eines eigenständigen Tarifvertrages für Lokführer der Deutschen Bahn.
Im Oktober 2008 wurde ihm der Medienpreis durch den Verein der Ausländischen Presse in Deutschland, für seinen kooperativen Umgang mit den Medien im Tarifkonflikt 2007/2008, verliehen.
Schell legte im Frühjahr den Ehrenvorsitz der GDL nieder, nachdem der GDL-Hauptvorstand am 15. April 2013 den GDL-Vizevorsitzenden Sven Grünwoldt nach Streitigkeiten um einen Privatkredit seines Amtes enthob. Er gründete im Jahr 2013 zusammen mit weiteren früheren langjährigen Mitarbeitern die Initiative für Demokratie und Rechtsstaatlichkeit in der GDL. Laut einem Zeitungsbericht von Mitte November 2014 sollte die GDL-Ortsgruppe Aachen, der Schell angehört, am 25. November 2014 darüber entscheiden, ob Schell die Mitgliedschaft entzogen werde. Laut Schell hätten auf der Sitzung von vier anwesenden Vorstandsmitgliedern drei gegen seinen Ausschluss gestimmt. Die GDL-Ortsgruppe Aachen widersprach dieser Darstellung. Auf der Tagesordnung der Sitzung vom 25. November 2014 sei kein Antrag auf Beendigung der Mitgliedschaft gestanden. Zum 1. September 2015 wurde Schell aufgrund von angeblich „ausstehenden Mitgliedsbeiträgen“ aus der GDL ausgeschlossen. Eine Klage auf Beitragszahlung der GDL gegen Schell wurde im Mai 2016 rechtskräftig abgewiesen.

### Politik
Schell trat 1971 in die CDU ein, 1972 in deren Arbeitnehmervereinigung CDA. Zwischen 1981 und 1983 war er Mitglied im Landesvorstand der CDA Hessen. Zur Bundestagswahl 1990 trat er als Direktkandidat der CDU im Wahlkreis Halle-Altstadt an. Ab 22. Juli 1993 war Schell Mitglied des 12. Deutschen Bundestages. Er zog als Nachrücker über die Landesliste Sachsen-Anhalt für Harald Schreiber in das Parlament ein, der zum 30. Juni 1993 sein Direktmandat aufgrund seiner Stasi-Vergangenheit niedergelegt hatte.
Als einziger CDU-Bundestagsabgeordneter von 558 Abgeordneten stimmte er am 2. Dezember 1993 gegen die Bahnreform. Neben ihm verweigerten nur 12 Abgeordnete aus PDS und SPD dem Gesetzespaket die Stimme.
Schells Mandat endete zur Bundestagswahl 1994 am 10. November 1994.

### Privatleben
Manfred Schell ist seit 1976 verheiratet und hat zwei Kinder.